# Herman Vanderpoortenstadion
L'Herman Vanderpoortenstadion è uno stadio di calcio che si trova a Lier, in Belgio avente una capienza di 14.538 posti.